# 利布斯豪森
利布斯豪森是德国莱茵兰-普法尔茨州的一个市镇。总面积5.85平方公里，总人口496人，其中男性234人，女性262人（2011年12月31日），人口密度85人/平方公里。